# Deklamation
Deklamationen (lateinisch declamatio) waren in der Antike Übungsreden, durch die sich die angehenden Redner im Rhetorikunterricht ausbildeten. Im heutigen Sinne bedeutet deklamieren so viel wie kunstvoll dichterische Texte vortragen (zu rezitieren), auch: eine überzeugende Rede halten.
„Deklamation“ wird auch absprechend gebraucht, im Sinne theatralischer Überbetonung.

## Definition
Das Phänomen der Deklamation als solches ist in der gesamten griechisch-römischen Antike (und nicht nur der gesamten Antike, sondern auch im Mittelalter und in der Neuzeit) bekannt und ist in seinen Ursprüngen mindestens bis auf die Zeit der Sophisten zurückzudatieren. Es geht zurück auf den Vortrag dichterischer Werke in schriftlosen Kulturen allgemein.

## Näheres
Schon im alten Rom, zu Zeiten Ciceros war die declamatio jedoch nicht nur Teil des Rhetorikunterrichts, sondern auch eine private Tätigkeit, auch für diejenigen, welche die Ausbildung zum Redner schon beendet hatten. Cicero behauptet von sich, so viel wie kein anderer deklamiert zu haben (Tusc. Disp. 1,4,7), und führt das Verblassen der Redekunst des Quintus Hortensius Hortalus auf dessen Vernachlässigung des Deklamierens zurück (Brut. 320).
Mit dem Übergang von der Republik zum Prinzipat wurden die Rhetorikschulen gewissermaßen zur auffälligsten Institution der Beredsamkeit, da die Volksversammlung völlig verschwand und der Senat zum Befehlsempfänger des Kaisers verkümmerte. Der Rhetorikunterricht bildete nicht mehr so sehr für die Politik aus und entwickelte einen ästhetischen Wert der Eloquenz.
Neben das Deklamieren in der Schule und im Privaten trat eine dritte Funktion: die Deklamation als Schaurede, die nicht ausbildete, sondern um ihrer selbst willen betrieben wurde und einem Beifall spendenden Publikum präsentiert wurde. In diesem Zusammenhang spricht man von der „Konzert-Rhetorik“ und davon, dass die Rhetorikschulen im Kaiserreich zu einem Theater wurden und das Ziel hatten, das Publikum zu unterhalten.
Der politische Wandel machte sich auch auf eine andere Weise im deklamatorischen Lehrbetrieb bemerkbar. Der Inhalt der Deklamationen änderte sich, er stach immer weiter von der Wirklichkeit ab. Übungsreden mit fingierten und wirklichkeitsfremden Themen wurden beherrschend, was denn auch zu der mitunter harschen Kritik an ihnen geführt hat.
Man unterscheidet in Anlehnung an Seneca den Älteren zwischen zwei Arten der Deklamation: den controversiae und den suasoriae. Die controversiae waren das Surrogat der wirklichen Gerichtsrede, in denen in Pro und Contra ein wirklicher oder ein fingierter Rechtsfall vorgetragen wurde. Die suasoriae waren dementsprechend das Surrogat der deliberativen Rede, in denen einer mythischen oder historischen Gestalt zu etwas geraten oder von etwas abgeraten wurde. Dabei konnten die Deklamatoren solange reden, wie sie wollten, und die Partei ergreifen, die ihnen beliebte. Oft gingen sie auf gegnerische Einwände ein, die gar nicht geäußert wurden und rein imaginär waren.

## Antike Quellen
Es gibt drei große antike Quellen, die uns einen Einblick in das Deklamationswesen verschaffen. Dies ist zum einen das rhetorische Werk von Seneca dem Älteren, zum anderen sind es die pseudo-quintilianischen Deklamationen, und zum dritten sind es die Deklamationen, die uns Calpurnius Flaccus überliefert.

### Das rhetorische Werk von Seneca dem Älteren
Seneca der Ältere verfasst im hohen Alter – er war schon über 90 Jahre alt – die Schrift Oratorum et rhetorum sententiae divisiones colores. Wie er in der praefatio zum ersten Buch sagt, zollt er damit den Bitten seiner drei Söhne Novatus, Seneca dem Jüngeren und Mela, dem Vater Lucans, Tribut. Seneca der Ältere selbst war wahrscheinlich nie Rhetor und auch kein Anwalt, er war aber fleißiger Zuhörer bei den berühmtesten Rednern und Rhetoren seiner Zeit. Einzig Cicero habe er nicht hören können, beklagt er, da die Bürgerkriege dies verhindert hätten.
Sein rhetorisches Werk umfasst zehn Bücher controversiae und ein Buch suasoriae. In ihnen werden 74 Rechtsfälle und 7 Suasorien behandelt. Das Werk spiegelt aus eigener Anschauung den Übergang von der Republik zur Monarchie wider. Und so ist denn Seneca der Ältere auch einer der ersten, die den Wandel von der republikanischen Beredsamkeit hin zur kaiserzeitlichen Beredsamkeit als Verfall beschreiben.
Als Quelle für den immensen Stoff, den Seneca der Ältere uns liefert, nennt er ausschließlich sein Gedächtnis und versucht, diese Behauptung dadurch zu bekräftigen, dass er auf seine einstigen Fähigkeiten hinweist, 2000 Namen in der richtigen Reihenfolge und mehr als 200 Verse, die ihm genannt wurden, zu wiederholen. Auch wenn man Seneca dem Älteren eine außergewöhnliche Mnemotechnik zugesteht, so spricht doch vieles dafür, dass er auch schriftliche Quellen verwendet hat.

### Die pseudo-quintilianischen Deklamationen
Unter Quintilians Namen sind zwei Sammlungen von Deklamationen überliefert, die declamationes maiores und die declamationes minores. Bei beiden Sammlungen geht man davon aus, dass sie fälschlicherweise Quintilian zugeschrieben worden sind.
Das Korpus der kleineren Deklamationen bestand ursprünglich aus 388 Deklamationen, von denen nur die letzten 145 auf uns gekommen sind. Sie differieren in ihrer Länge, da sie teilweise eine ganze Deklamation wiedergeben, teilweise nur einen Ausschnitt. Oft werden sie von einem sermo eingeleitet oder unterbrochen, in dem der Redelehrer zu Wort kommt und Ratschläge zum Halten der Deklamation erteilt. Im Unterschied zu Seneca dem Älteren ordnet der Autor der Sammlung die Deklamationen nicht nach sententiae, divisiones und colores und auch nach keinem anderen Ordnungsprinzip. Ihre Unordnung kommt auch darin zum Ausdruck, dass die Themen zweier Deklamationen identisch sind.
Dies verleitet zu der Annahme, dass die kleineren Deklamationen nie für die Publikation bestimmt waren. Winterbottom argumentiert dafür, dass sie nicht die Notizen eines oder mehrerer Schüler darstellen, sondern der Nachlass eines Redelehrers sind. Dieser habe sie für eigene Zwecke hergestellt und teilweise überarbeitet, was das doppelte Vorkommen einzelner Themen und Passagen erkläre. Die sermones wären demnach Notizen, die dem Redelehrer geholfen haben, die Deklamationen vor den Schülern vorzustellen. Die Verfasserschaft ist – wie erwähnt – umstritten. Wie Winterbottom mit einer Reihe von Parallelen deutlich macht, muss es, wenn es nicht Quintilian selbst war, ein eifriger Leser seiner Institutio oratoria gewesen sein. Für die Datierung kämen daher das erste oder zweite Jahrhundert n. Chr. in Frage.
Die größeren Deklamationen sind die einzigen vollständigen Übungsreden, die erhalten sind. Es sind 19 Stück, die unkommentiert vorgestellt werden. Obwohl sie unter Quintilians Namen überliefert sind, gilt es als ziemlich sicher, dass sie nicht von ihm stammen, sondern von mehreren Rhetoriklehrern verfasst wurden. Vermutlich sind sie auf das zweite Jahrhundert n. Chr. oder später zu datieren.

### Die Deklamationen des Calpurnius Flaccus
Die Declamationum excerpta, die Calpurnius Flaccus überliefert, sind die kleinste Sammlung von Deklamationen. Es sind Auszüge aus 53 Deklamationen, die weder kommentiert werden, noch vollständige Reden wiedergeben, sondern ein besonderes Augenmerk auf die sententiae werfen, die in den Übungsreden vorkamen.
Ein großes Problem bereitet die Frage, wer der Verfasser der Schrift ist und wann sie geschrieben wurde. Eventuell ist der Verfasser der consul suffectus aus dem Jahre 96 n. Chr. Möglicherweise handelt es sich bei Calpurnius Flaccus auch um den Adressaten eines Briefes von Plinius dem Jüngeren und damit möglicherweise um einen Schüler von Quintilian. Jedoch sind dies reine Spekulationen aufgrund von Namensgleichheit und aufgrund fehlender Zeugnisse. Wahrscheinlich wurde die Schrift im späten ersten oder zweiten nachchristlichen Jahrhundert verfasst. Kriterien hierfür sind Stil und Wortgebrauch, die aus dem Text selbst hervorgehen.

## Bekannte Deklamatoren
Seneca nennt die seiner Meinung nach vier besten Deklamatoren und hebt von diesen noch zwei besonders hervor: Ihr (meine Söhne) fragt mich, welche (Deklamatoren) ich zu den ersten vier zähle. (Es sind) Latro, Fuscus, Albucius, Gallio. Wie oft diese auch zusammentrafen (das heißt: bei jeder ihrer gemeinsamen Deklamation), wäre bei Latro der Ruhm, bei Gallio der Sieg gewesen (das heißt: die beiden waren ebenbürtig); ordnet die übrigen (Deklamatoren jenseits der vier) ein, wie es euch richtig erscheint, (denn) ich stattete euch mit dem Urteilsvermögen über alle (Deklamatoren) aus.
Von Seneca werden viele Namen von Deklamatoren und deren Schüler genannt, darunter die bekannteren Rhetoren Gaius Asinius Pollio, Cassius Severus, Lucius Cestius Pius, Papirius Fabianus, Quintus Haterius, Titus Labienus, Publius Rutilius Lupus u. a.

## Gegenwart
Der Vortrag bzw. die Deklamation aus dem Gedächtnis ist auch in der Gegenwart ein Veranstaltungstyp, betrieben von hauptberuflichen Rezitatoren, Theaterschauspielern, aber auch Dilettanten.

## Belege
1. ↑  primum tetradeum quod faciam, quaeritis? Latronis, Fusci, Albuci, Gallionis. Hi quotiens conflixissent, penes Latronem gloria fuisset, penes Gallionem palma; reliquos ut vobis videbitur conponite: ego vobis omnium feci potestatem. Seneca, Controversiae, Buch 10, Praefatio (Vorwort), Abschnitt 13.
2. ↑  Überblick mit weiteren Namen, siehe Literatur, Schanz-Hosius.